# Stanislav Štech
Stanislav Štech (* 23. srpna 1954 Podbořany) je profesorem pedagogické psychologie na Univerzitě Karlově v Praze. Od července 2015 působil jako náměstek ministryně školství, mládeže a tělovýchovy ČR Kateřiny Valachové, od června do prosince 2017 byl pak sám ministrem školství, mládeže a tělovýchovy ČR ve vládě Bohuslava Sobotky a od února 2018 je předsedou České sekce UNESCO.

## Život
Maturoval na Lycée Carnot a v letech 1973 až 1978 vystudoval obor psychologie na Filozofické fakultě Univerzity Karlovy v Praze. Na téže fakultě pak v roce 1981 úspěšně obhájil rigorózní práci a získal titul PhDr., o tři roky později také titul CSc. v oboru psychologie práce a řízení.
Mezi roky 2003 a 2015 působil jako prorektor Univerzity Karlovy v Praze a v roce 2013 byl Fakultou humanitních studií navržen na úřad rektora. Kritizoval první záměr vysokoškolské reformy s tím, že není nutný a že představuje zásah do akademických svobod. Upřednostňoval spíše jisté úpravy vysokoškolského zákona. Z pozice prorektora 25. října 2013 ve volbě rektora Univerzity Karlovy v Praze neuspěl, když novou hlavou univerzity byl zvolen profesor Tomáš Zima.
Stanislav Štech je ženatý a má dvě děti. V roce 2011 získal francouzské vyznamenání Řád akademických palem za významný příspěvek k posílení česko-francouzské vědecké spolupráce.
V roce 2012 se stal prezidentem Mezinárodního kongresu psychologie pod záštitou International Union of Psychological Science - IUPsyS, připravovaného Českomoravskou psychologickou společností (ČMPS) pro rok 2020 v Praze. Přípravy probíhaly intenzivně po kongresu ICP 2016 v Jokohamě, kvůli pandemii covidu-19 bylo však pořádání posunuto do roku 2021, ale i tak musel kongres proběhnout plně online. ČMPS požádala vedení IUPsyS o možnost uspořádat následující kongres prezenční formou v Praze, vzhledem k okolnostem u původně vybraného pořadatele byla žádost schválena.  33. mezinárodní kongres psychologie se konal ve dnech 21. - 26. 7. 2024, stále se Stanislavem Štechem v roli nejdéle sloužícího prezidenta kongresu psychologie .

## Politické působení
V letech 1983 až 1990 byl členem KSČ. Ve volbách do Senátu PČR v roce 2014 kandidoval jako nestraník za ČSSD v obvodu č. 21 – Praha 5. Se ziskem 11,53 % hlasů skončil na 5. místě a nepostoupil tak do druhého kola.
Od března 2014 působil v týmu poradců premiéra Bohuslava Sobotky jako poradce pro oblast sociálních věcí, vědy a výzkumu, školství, zdravotnictví a rovných příležitostí, v červenci 2015 se stal politickým náměstkem ministryně školství, mládeže a tělovýchovy Kateřiny Valachové. Dne 26. května 2017 jej premiér Bohuslav Sobotka navrhl prezidentu Miloši Zemanovi jako nového ministra školství, mládeže a tělovýchovy ČR po ohlášené rezignaci dosavadní ministryně školství, mládeže a tělovýchovy ČR Kateřiny Valachové. Do funkce byl jmenován dne 21. června 2017. Ve funkci ministra školství, mládeže a tělovýchovy ČR setrval do 13. prosince 2017, kdy byl novým ministrem jmenován Robert Plaga.